# Claude Troisgros
Claude Troisgros (Roanne, Loire, 9 de abril de 1956) é um chef de cozinha francês, considerado um dos grandes nomes da gastronomia brasileira no momento.[carece de fontes?] Formado pela Escola de Hotelaria Thonon Les Bains, Claude chegou ao Brasil em 1979, através de Gaston Lenotre.  Seus cardápios mesclam a técnica francesa aos produtos exóticos e tropicais do Brasil.

## Tradição familiar
A família Troisgros começou sua tradição na França dos anos 1930. O pioneiro, Jean Baptiste (seu avô), conhecido pela ousadia nas suas criações culinárias, ganhou fama por quebrar alguns tabus da cozinha clássica Francesa da época como, por exemplo, sugerir vinho tinto para acompanhar peixe.
Neste mesmo caminho, os filhos de Jean Baptiste, Pierre Troisgros (pai de Claude) e Jean Troisgros (tio), foram os criadores da chamada "Nouvelle Cuisine Française". O restaurante Troisgros, em Roanne, foi o grande responsável por colocar a cidade no mapa da gastronomia internacional. Desde o ano de 1968, vem recebendo classificação máxima do Guide Michelin, as tão cobiçadas “3 estrelas"[carece de fontes?].
Nos anos 80, Claude Troisgros chegou a abrir o restaurante Roanne, na região nobre dos Jardins, em São Paulo, Brasil, que era dirigido por outro chef francês, Emmanuel Bassoleil.   Quando este resolveu sair da direção, Claude ainda tentou manter o restaurante, mas devido à impossibilidade de permanecer todo o tempo em São Paulo (morava no Rio de Janeiro onde tinha o restaurante "Claude Troisgros"), alguns anos depois Claude Troisgros decidiu fechar o Roanne.
A terceira geração dá continuidade à tradição familiar, tanto na França, com Michel (que assumiu o controle do restaurante "Troisgros" - Roanne), e Anne Marie, no restaurante "Gravelier" - Bordeaux, como também no Brasil, com Claude, no restaurante "Olympe" - Rio de Janeiro, Brasil.
Jovens herdeiros da família de mestres cozinheiros, representando a quarta geração , Thomas Troisgros e César Troisgros, respectivamente filhos de Claude e Michel, já estão em ação. No mesmo caminho segue o primo Etiene, neto de Jean.

## Restaurantes no Brasil
O Grupo Troisgros é comandado hoje por Claude ao lado de seu filho Thomas, sua filha Carolina e seu genro Marcos Porchat, e reúne empreendimentos como a casa de carnes CT Boucherie, o bistrô Le Blonde, o informal CT Brasserie, o buffet Atelier Troisgros, o restaurante de alta gastronomia Olympe e o intimista Chez Claude. Seus cardápios sempre trazem fusões franco-brasileiras.

## Livro
- Receitas Preferidas do Chef Claude Troisgros - Claude Troigros - Larousse do Brasil, 2007 - ISBN 9788576352082

## Televisão
Em 2004, Troisgros estreia nas telas, no comando do quadro “Adivinha o que tem para jantar?”, dentro do programa “Armazém 41” exibido no GNT. Foram seis programas de TV, incluindo "Menu Confiança", “The taste Brasil” e a série “Que marravilha!”, que deu filhotes como a versão infantil do show. Em outubro de 2019, faz sua estreia na TV aberta como apresentador do reality “Mestre do Sabor” exibido pela Rede Globo.
Em 2023 no mês de outubro, fez uma participação na 11ª temporada da sitcom Vai Que Cola divertindo o público.